# Lignairolles
Lignairolles település Franciaországban, Aude megyében. Lakosainak száma 34 fő (2022. január 1.). Lignairolles Escueillens-et-Saint-Just-de-Bélengard, Seignalens és Val-de-Lambronne községekkel határos.

## Népesség
A település népessége az elmúlt években az alábbi módon változott:
| Lakosok száma | 59   | 51   | 35   | 36   | 36   | 40   | 43   | 48   | 43   | 34   |
|               | 1968 | 1982 | 1990 | 2006 | 2013 | 2015 | 2017 | 2019 | 2020 | 2022 |